# 10e étape du Tour de France 1999
Pour un article plus général, voir Tour de France 1999.
La 10e étape du Tour de France 1999 s'est déroulée le mercredi 14 juillet 1999. Elle part de Sestrières, en Italie, et arrive à L'Alpe d'Huez.

## La course
Alors qu'il vient de rentrer, seul en tête, dans le dernier kilomètre, Giuseppe Guerini chute après avoir percuté un spectateur qui s'était avancé au milieu de la route pour le photographier. Il parvient à se relever sans problème et réussit à remporter l'étape grâce à l'avance qu'il possédait.

## Classement de l'étape
| \| Classement de l'étape \| Classement de l'étape \| Classement de l'étape \| Classement de l'étape \| Classement de l'étape \| \| Coureur \| Coureur \| Pays \| Équipe \| Temps \| \| --------------------- \| ------------------------ \| --------------------- \| --------------------- \| --------------------- \| \| 1er \| Giuseppe Guerini \| Italie \| Deutsche Telekom \| 6 h 42 min 31 s \| \| 2e \| Pavel Tonkov \| Russie \| Mapei-Quick Step \| + 21 s \| \| 3e \| Fernando Escartín \| Espagne \| Kelme-Costa Blanca \| + 25 s \| \| 4e \| Alex Zülle \| Suisse \| Banesto \| + 25 s \| \| 5e \| Lance Armstrong \| États-Unis \| US Postal Service \| DQ \| \| 6e \| Richard Virenque \| France \| Polti \| + 25 s \| \| 7e \| Laurent Dufaux \| Suisse \| Saeco-Cannondale \| + 25 s \| \| 8e \| Kurt Van de Wouwer \| Belgique \| Lotto-Mobistar \| + 25 s \| \| 9e \| Manuel Beltrán \| Espagne \| Banesto \| + 32 s \| \| 10e \| Carlos Alberto Contreras \| Colombie \| Kelme-Costa Blanca \| + 49 s \| |                          |            |                    |                 |
| |                          |            |                    |                 |
| |                          |            |                    |                 |
| Classement de l'étape |                          |            |                    |                 |
| Coureur | Coureur                  | Pays       | Équipe             | Temps           |
| 1er | Giuseppe Guerini         | Italie     | Deutsche Telekom   | 6 h 42 min 31 s |
| 2e | Pavel Tonkov             | Russie     | Mapei-Quick Step   | + 21 s          |
| 3e | Fernando Escartín        | Espagne    | Kelme-Costa Blanca | + 25 s          |
| 4e | Alex Zülle               | Suisse     | Banesto            | + 25 s          |
| 5e | Lance Armstrong          | États-Unis | US Postal Service  | DQ              |
| 6e | Richard Virenque         | France     | Polti              | + 25 s          |
| 7e | Laurent Dufaux           | Suisse     | Saeco-Cannondale   | + 25 s          |
| 8e | Kurt Van de Wouwer       | Belgique   | Lotto-Mobistar     | + 25 s          |
| 9e | Manuel Beltrán           | Espagne    | Banesto            | + 32 s          |
| 10e | Carlos Alberto Contreras | Colombie   | Kelme-Costa Blanca | + 49 s          |

## Classement général
Après cette nouvelle étape de montagne au cours de laquelle la plupart des principaux favoris du classement général, le porteur du maillot jaune l'Américain Lance Armstrong (US Postal Service) conserve bien évidement son maillot de leader. Il devance toujours l'Espagnol Abraham Olano (ONCE-Deutsche Bank) mais ce dernier perd plus d'une minute et 30 secondes et se retrouve à sept minutes et 42 secondes du leader. Arrivé au sein du groupe, le Suisse Alex Zülle (Banesto) monte sur le podium provisoire, profitant de la défaillance du Français Christophe Moreau (Festina-Lotus) qui perd cinq minutes et sa place dans le top 10. Le vainqueur de l'étape l'Italien Giuseppe Guerini (Deutsche Telekom) y fait au contraire son entrée en 8e place.
| \| Classement général \| Classement général \| Classement général \| Classement général \| Classement général \| \| Coureur \| Coureur \| Pays \| Équipe \| Temps \| \| ------------------ \| ------------------ \| ------------------ \| -------------------------------- \| ------------------ \| \| 1er \| Lance Armstrong \| États-Unis \| US Postal Service \| DQ \| \| 2e \| Abraham Olano \| Espagne \| ONCE-Deutsche Bank \| + 7 min 42 s \| \| 3e \| Alex Zülle \| Suisse \| Banesto \| + 7 min 47 s \| \| 4e \| Laurent Dufaux \| Suisse \| Saeco-Cannondale \| + 8 min 07 s \| \| 5e \| Fernando Escartín \| Espagne \| Kelme-Costa Blanca \| + 8 min 53 s \| \| 6e \| Richard Virenque \| France \| Polti \| + 10 min 02 s \| \| 7e \| Pavel Tonkov \| Russie \| Mapei-Quick Step \| + 10 min 18 s \| \| 8e \| Daniele Nardello \| Italie \| Mapei-Quick Step \| + 10 min 56 s \| \| 9e \| Giuseppe Guerini \| Italie \| Deutsche Telekom \| + 10 min 57 s \| \| 10e \| Ángel Casero \| Espagne \| Vitalicio Seguros-Grupo Generali \| + 11 min 11 s \| |                   |            |                                  |               |
| |                   |            |                                  |               |
| |                   |            |                                  |               |
| Classement général |                   |            |                                  |               |
| Coureur | Coureur           | Pays       | Équipe                           | Temps         |
| 1er | Lance Armstrong   | États-Unis | US Postal Service                | DQ            |
| 2e | Abraham Olano     | Espagne    | ONCE-Deutsche Bank               | + 7 min 42 s  |
| 3e | Alex Zülle        | Suisse     | Banesto                          | + 7 min 47 s  |
| 4e | Laurent Dufaux    | Suisse     | Saeco-Cannondale                 | + 8 min 07 s  |
| 5e | Fernando Escartín | Espagne    | Kelme-Costa Blanca               | + 8 min 53 s  |
| 6e | Richard Virenque  | France     | Polti                            | + 10 min 02 s |
| 7e | Pavel Tonkov      | Russie     | Mapei-Quick Step                 | + 10 min 18 s |
| 8e | Daniele Nardello  | Italie     | Mapei-Quick Step                 | + 10 min 56 s |
| 9e | Giuseppe Guerini  | Italie     | Deutsche Telekom                 | + 10 min 57 s |
| 10e | Ángel Casero      | Espagne    | Vitalicio Seguros-Grupo Generali | + 11 min 11 s |

## Classements annexes
| Classement par points | Classement par points | Classement par points | Classement par points | Classement par points |
| Coureur               | Coureur               | Pays                  | Équipe                | Points                |
| --------------------- | --------------------- | --------------------- | --------------------- | --------------------- |
| 1er                   | Stuart O'Grady        | Australie             | Crédit Agricole       | 191 pts               |
| 2e                    | Erik Zabel            | Allemagne             | Deutsche Telekom      | 180 pts               |
| 3e                    | George Hincapie       | États-Unis            | US Postal Service     | 139 pts               |
| 4e                    | Tom Steels            | Belgique              | Mapei-Quick Step      | 129 pts               |
| 5e                    | Christophe Capelle    | France                | BigMat-Auber 93       | 122 pts               |

| Classement par points | Classement par points | Classement par points | Classement par points | Classement par points |
| Coureur               | Coureur               | Pays                  | Équipe                | Points                |
| --------------------- | --------------------- | --------------------- | --------------------- | --------------------- |
| 1er                   | Stuart O'Grady        | Australie             | Crédit Agricole       | 191 pts               |
| 2e                    | Erik Zabel            | Allemagne             | Deutsche Telekom      | 180 pts               |
| 3e                    | George Hincapie       | États-Unis            | US Postal Service     | 139 pts               |
| 4e                    | Tom Steels            | Belgique              | Mapei-Quick Step      | 129 pts               |
| 5e                    | Christophe Capelle    | France                | BigMat-Auber 93       | 122 pts               |

| Classement de la montagne | Classement de la montagne | Classement de la montagne | Classement de la montagne | Classement de la montagne |
| Coureur                   | Coureur                   | Pays                      | Équipe                    | Points                    |
| ------------------------- | ------------------------- | ------------------------- | ------------------------- | ------------------------- |
| 1er                       | Richard Virenque          | France                    | Polti                     | 160 pts                   |
| 2e                        | Lance Armstrong           | États-Unis                | US Postal Service         | DQ                        |
| 3e                        | Mariano Piccoli           | Italie                    | Lampre-Daikin             | 100 pts                   |
| 4e                        | José Luis Arrieta         | Espagne                   | Banesto                   | 96 pts                    |
| 5e                        | Alex Zülle                | Suisse                    | Banesto                   | 86 pts                    |

| Classement de la montagne | Classement de la montagne | Classement de la montagne | Classement de la montagne | Classement de la montagne |
| Coureur                   | Coureur                   | Pays                      | Équipe                    | Points                    |
| ------------------------- | ------------------------- | ------------------------- | ------------------------- | ------------------------- |
| 1er                       | Richard Virenque          | France                    | Polti                     | 160 pts                   |
| 2e                        | Lance Armstrong           | États-Unis                | US Postal Service         | DQ                        |
| 3e                        | Mariano Piccoli           | Italie                    | Lampre-Daikin             | 100 pts                   |
| 4e                        | José Luis Arrieta         | Espagne                   | Banesto                   | 96 pts                    |
| 5e                        | Alex Zülle                | Suisse                    | Banesto                   | 86 pts                    |

| Classement du meilleur jeune | Classement du meilleur jeune | Classement du meilleur jeune | Classement du meilleur jeune     | Classement du meilleur jeune |
| Coureur                      | Coureur                      | Pays                         | Équipe                           | Temps                        |
| ---------------------------- | ---------------------------- | ---------------------------- | -------------------------------- | ---------------------------- |
| 1er                          | Benoît Salmon                | France                       | Casino                           | 46 h 26 min 33 s             |
| 2e                           | Mario Aerts                  | Belgique                     | Lotto-Mobistar                   | + 5 min 01 s                 |
| 3e                           | Francisco Tomás García       | Espagne                      | Vitalicio Seguros-Grupo Generali | + 24 min 35 s                |
| 4e                           | Francisco Mancebo            | Espagne                      | Banesto                          | + 26 min 00 s                |
| 5e                           | Salvatore Commesso           | Italie                       | Saeco-Cannondale                 | + 32 min 02 s                |

| Classement du meilleur jeune | Classement du meilleur jeune | Classement du meilleur jeune | Classement du meilleur jeune     | Classement du meilleur jeune |
| Coureur                      | Coureur                      | Pays                         | Équipe                           | Temps                        |
| ---------------------------- | ---------------------------- | ---------------------------- | -------------------------------- | ---------------------------- |
| 1er                          | Benoît Salmon                | France                       | Casino                           | 46 h 26 min 33 s             |
| 2e                           | Mario Aerts                  | Belgique                     | Lotto-Mobistar                   | + 5 min 01 s                 |
| 3e                           | Francisco Tomás García       | Espagne                      | Vitalicio Seguros-Grupo Generali | + 24 min 35 s                |
| 4e                           | Francisco Mancebo            | Espagne                      | Banesto                          | + 26 min 00 s                |
| 5e                           | Salvatore Commesso           | Italie                       | Saeco-Cannondale                 | + 32 min 02 s                |

| Classement par équipes | Classement par équipes | Classement par équipes | Classement par équipes |
| Équipe                 | Équipe                 | Pays                   | Temps                  |
| ---------------------- | ---------------------- | ---------------------- | ---------------------- |
| 1re                    | ONCE-Deutsche Bank     | Espagne                | 139 h 27 min 32 s      |
| 2e                     | Mapei-Quick Step       | Belgique               | + 1 min 01 s           |
| 3e                     | US Postal Service      | États-Unis             | + 5 min 14 s           |
| 4e                     | Kelme-Costa Blanca     | Espagne                | + 5 min 21 s           |
| 5e                     | Banesto                | Espagne                | + 5 min 41 s           |

| Classement par équipes | Classement par équipes | Classement par équipes | Classement par équipes |
| Équipe                 | Équipe                 | Pays                   | Temps                  |
| ---------------------- | ---------------------- | ---------------------- | ---------------------- |
| 1re                    | ONCE-Deutsche Bank     | Espagne                | 139 h 27 min 32 s      |
| 2e                     | Mapei-Quick Step       | Belgique               | + 1 min 01 s           |
| 3e                     | US Postal Service      | États-Unis             | + 5 min 14 s           |
| 4e                     | Kelme-Costa Blanca     | Espagne                | + 5 min 21 s           |
| 5e                     | Banesto                | Espagne                | + 5 min 41 s           |